# Вільям Конклін
Вільям Конклін (англ. William Conklin; 25 грудня 1872 — 21 березня 1935) — американський актор. Він з'явився в 85 німих фільмах між 1913 і 1929 роками. Народився в Брукліні, Нью-Йорку, і помер в Голлівуді, штат Каліфорнія.

## Вибрана фільмографія
- 1919 — Що кожна жінка вивчає / What Every Woman Learns
- 1920 — Секс / Sex
- 1924 — Золота рибка / The Goldfish
- 1926 — Старі броненосці / Old Ironsides
- 1929 — Божественна леді